# Orangeri

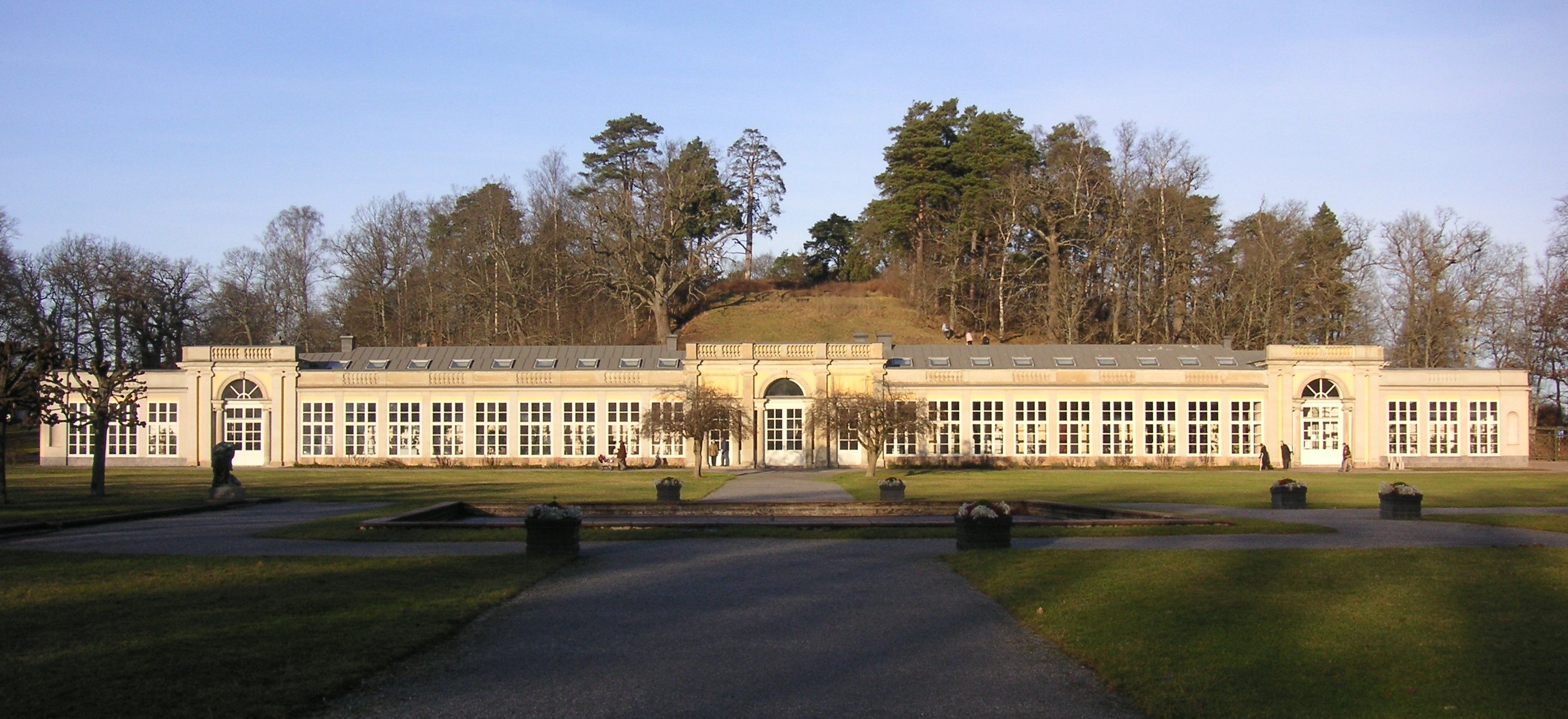
Orangerimuseet vid Ulriksdals slott byggdes som ett orangeri i början av 1700-talet. Arkitekt var Nicodemus Tessin d.y.

Ett orangeri är ett uppvärmt växthus för övervintring av träd som apelsin, fikon, myrten och andra prydnadsväxter som inte tål hårt vinterklimat i det fria. Namnet "orange" kommer av det franska ordet för apelsin, orange.

## Historik
På 1500-talet blev det mode vid europeiska slott och herresäten att ha en samling citrusväxter i sina trädgårdar. Ett sådant trädbestånd kallades orangeri. Begreppet gällde till en början bara själva trädbeståndet. Med införandet av flyttbara krukor genom den franske trädgårdsmästaren André Le Nôtre (1613–1700)  blev det möjligt att transportera klimatkänsliga växter till ett uppvärmt växthus där de kunde övervintra. Så småningom kallades även dessa speciella växthus för orangerier.
Ett orangeri är ett uppvärmt växthus för vinterförvaring av exotiska krukväxter och plantor, som inte klarar det lokala vinterklimatet. Under sommaren flyttades växterna ut för att smycka stilträdgårdarna och den tomma byggnaden kunde användas för sociala tillställningar.
Orangeribyggnaderna var i regel orienterade med stora fönsterytor mot syd, medan norrsidan var sluten. För uppvärmning fanns bland annat varmluftssystem som matades av eldstäder i källaren. Anläggningarna var ofta formgivna av tidens kända arkitekter.

## Senare utveckling
Uppsala universitets botaniska trädgård, som anlades 1655 av Olof Rudbeck, inhyser ett orangeri, som renoverades inför firandet av Carl von Linnés 300-årsdag 2007. I många andra orangerier bedrivs numera annan verksamhet än att övervintra växter. I orangeriet på Ulriksdals slott finns sedan 1991 ett skulpturmuseum (Orangerimuseet) och Oscar I:s orangeri på Tullgarns slott är ett café med konstutställning. Övre Haga uppfördes ursprungligen som värdshus och ombyggdes vid 1800-talets slut till orangeri. I huvudbyggnaden finns sedan 1960-talet konstnärsateljéer och båda flygelbyggnaderna innehåller privatbostäder. Vid Gunnebo slott återuppförs från 2013 det orangeri, vilket byggdes i samband med slottets tillkomst och förstördes vid en brand 1829.

## Bildexempel, Sverige

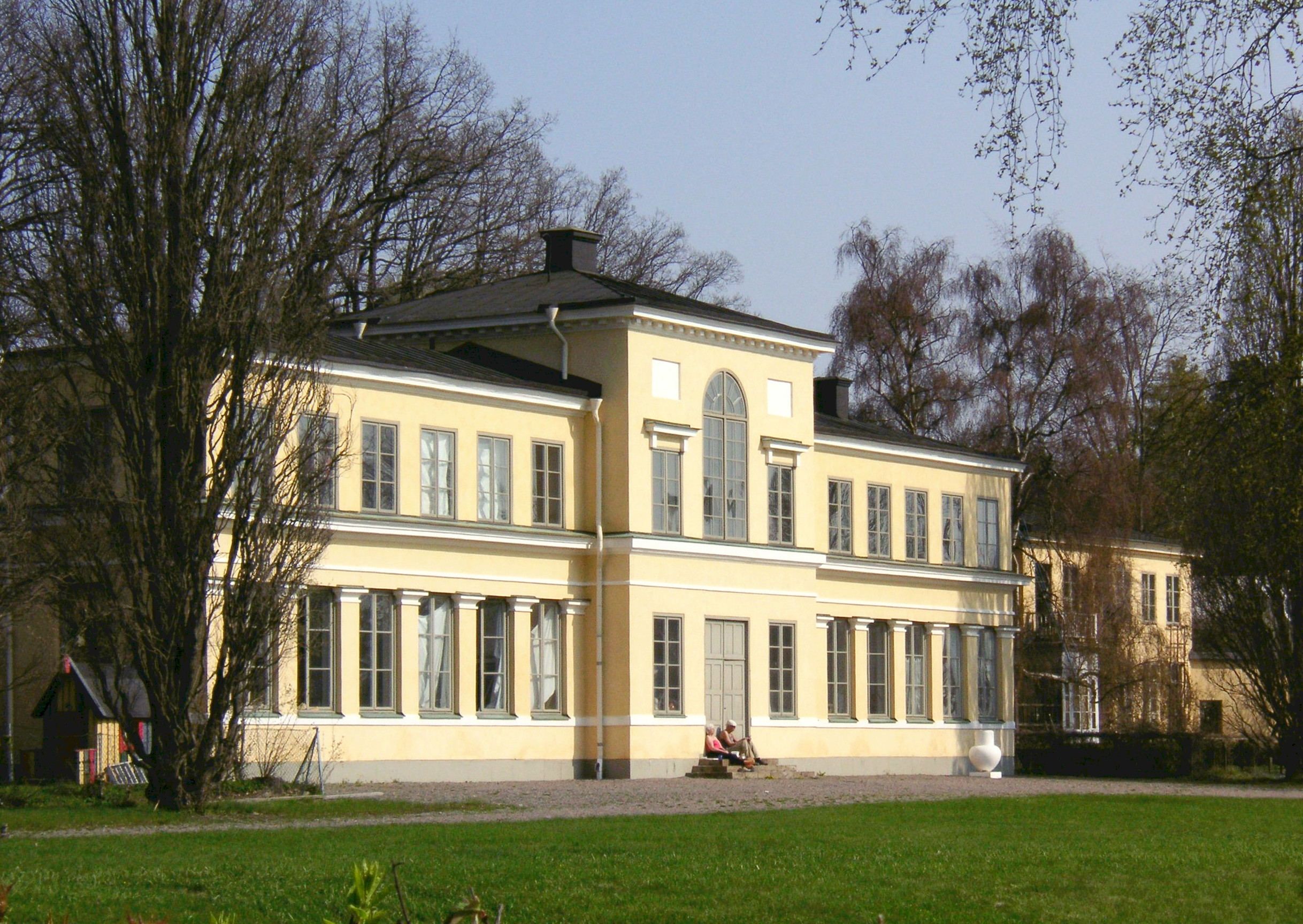
Övre Haga, Hagaparken
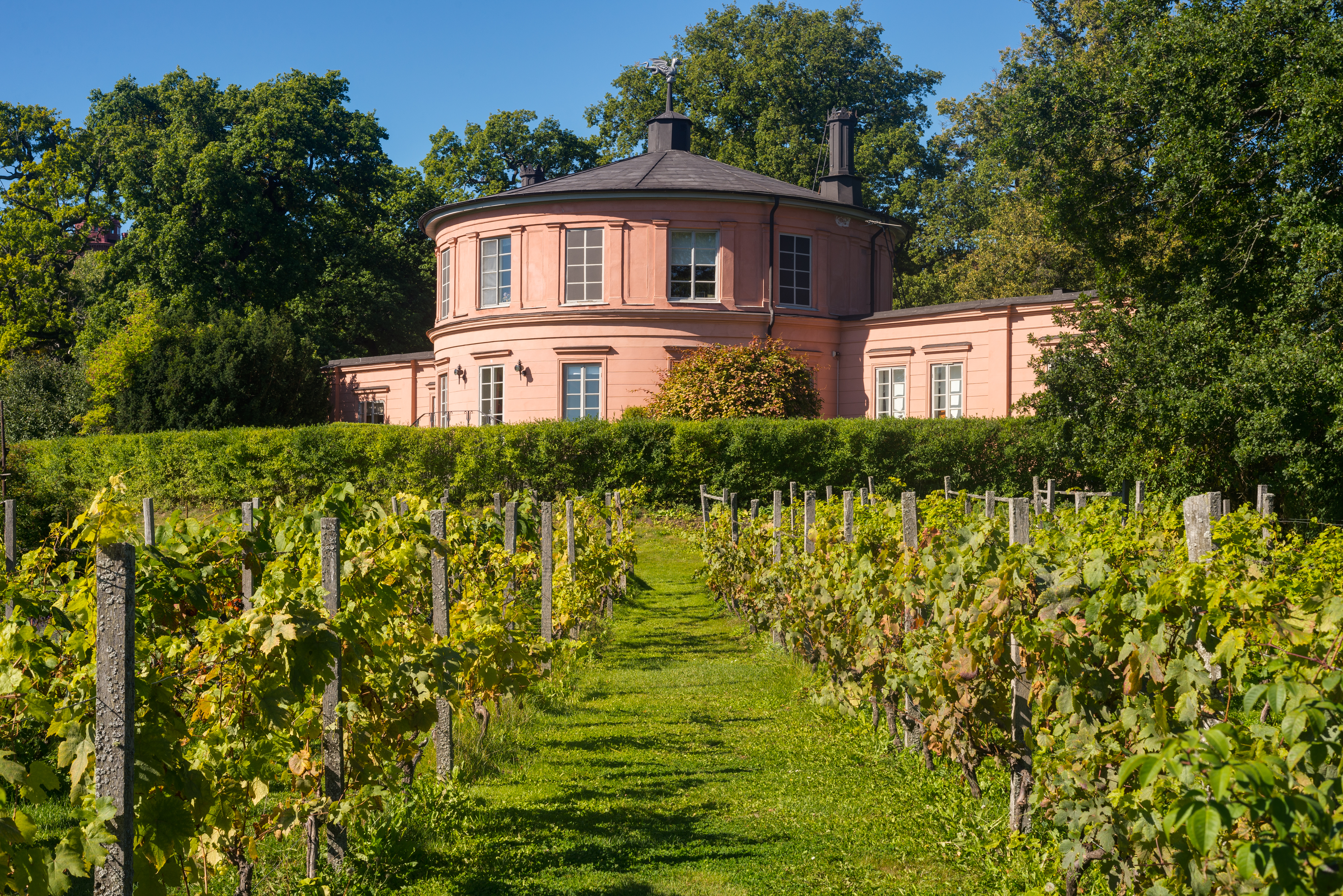
Rosendals orangeri
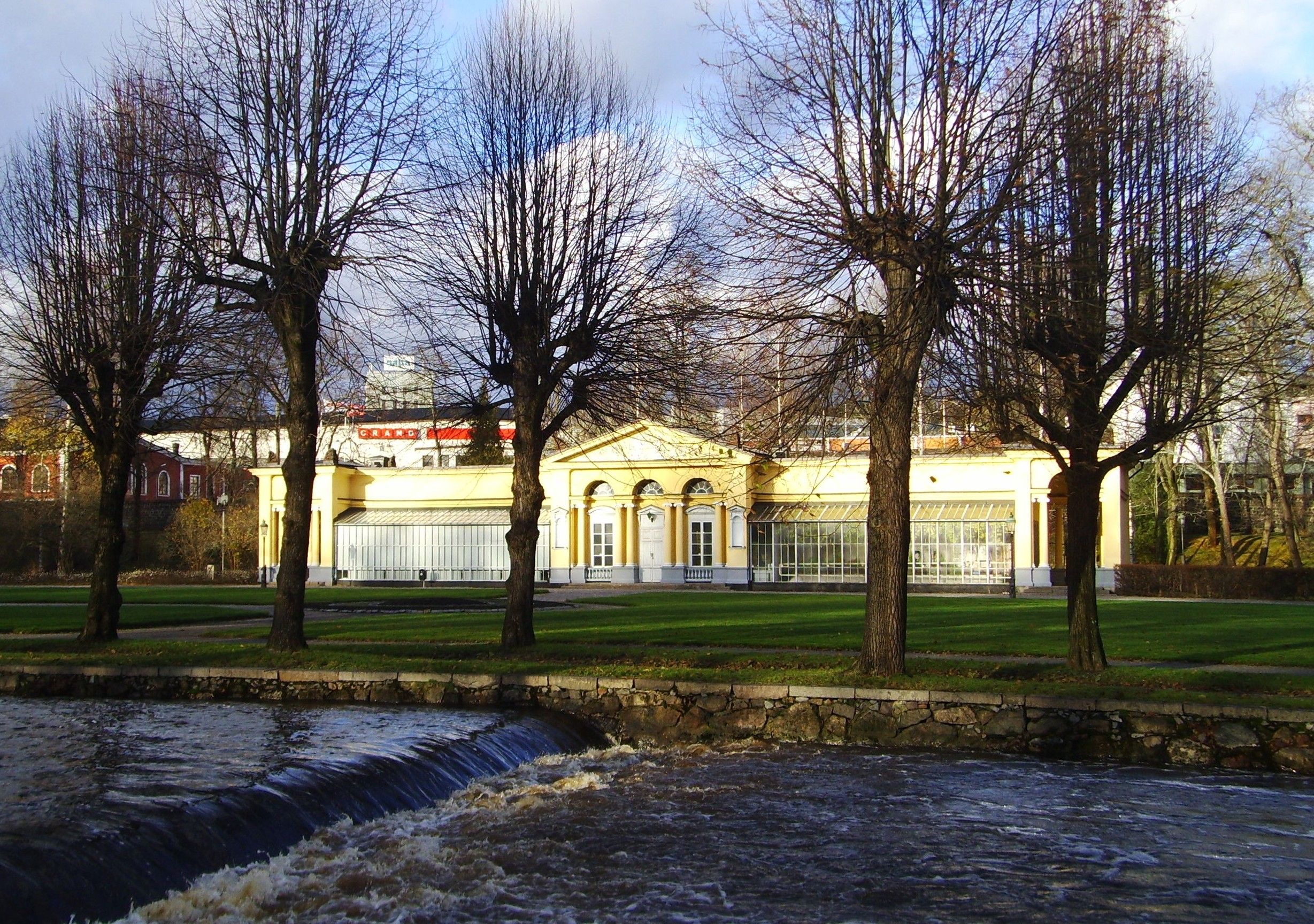
Orangeriet, Finspångs slott
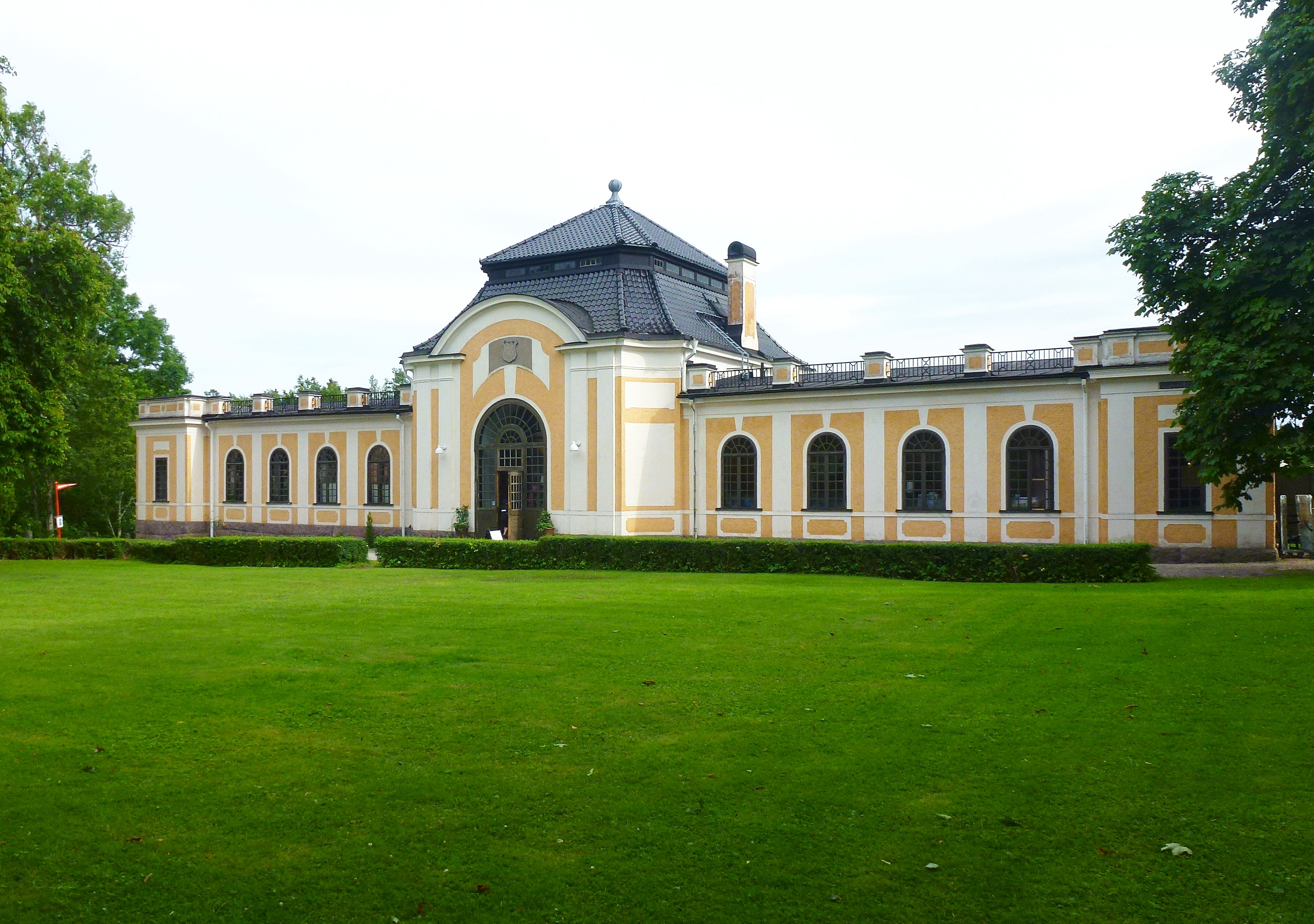
Nynäs slotts orangeri
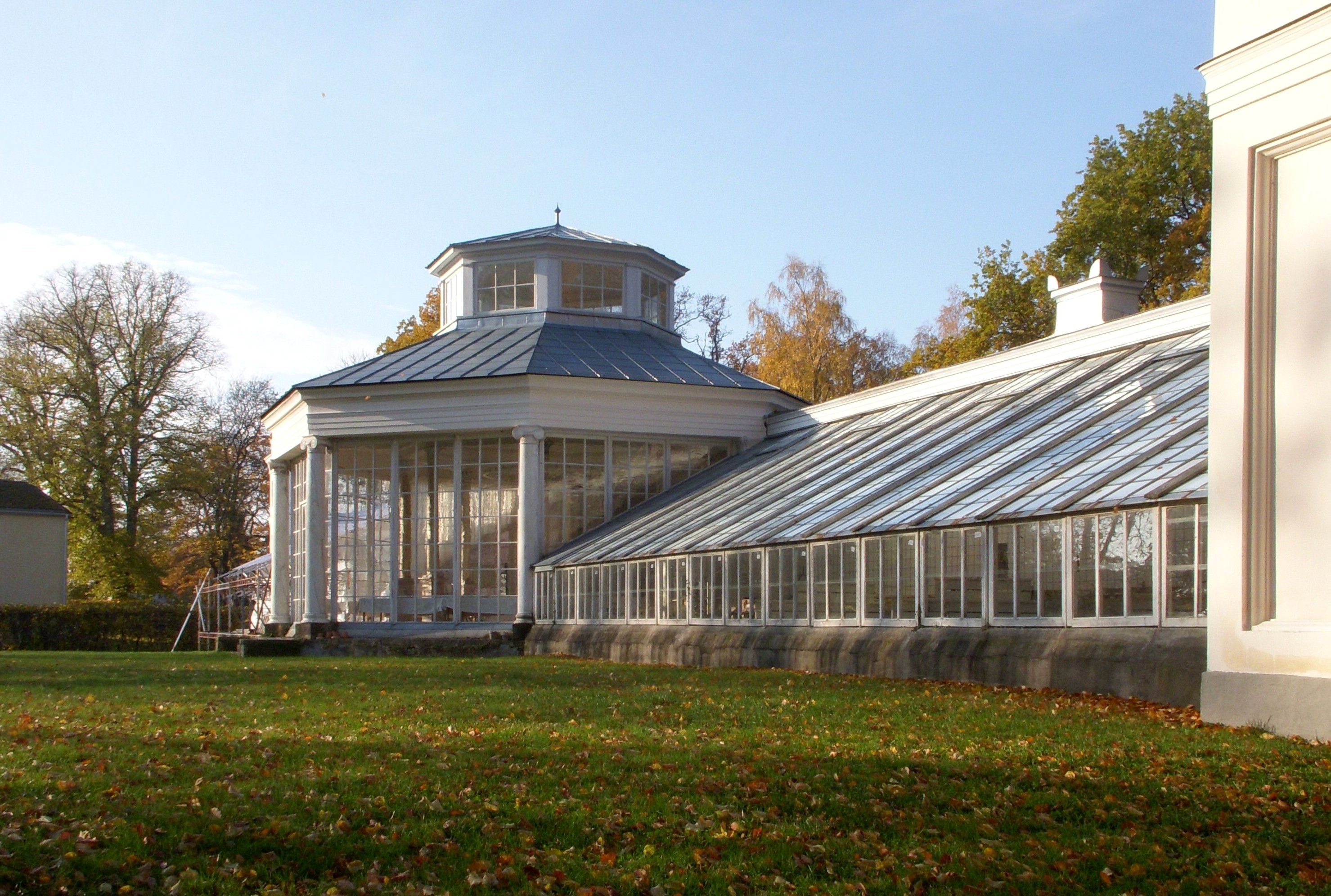
Oscar I:s orangeri, Tullgarns slott

## Bildexempel, Europa

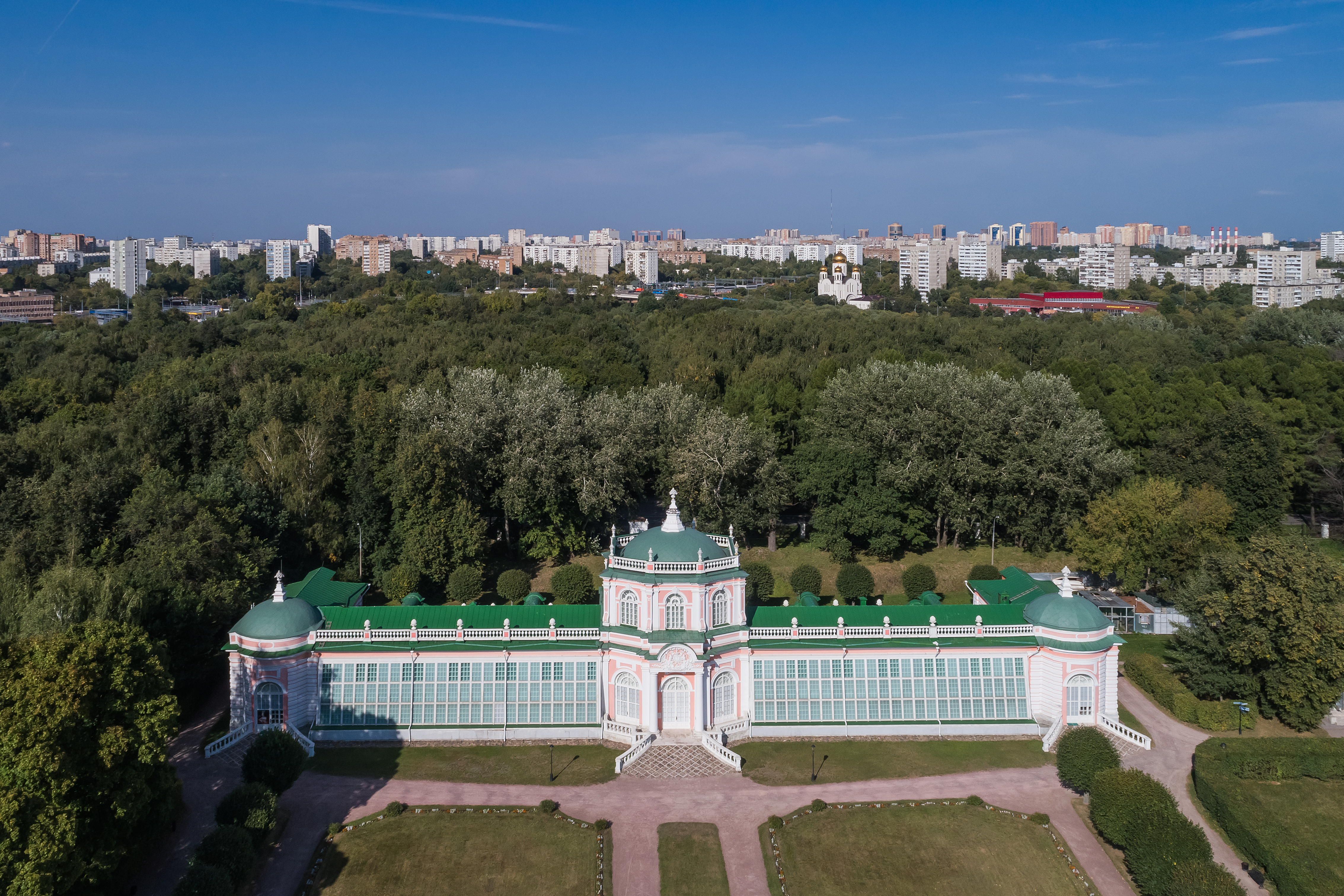
Moskva
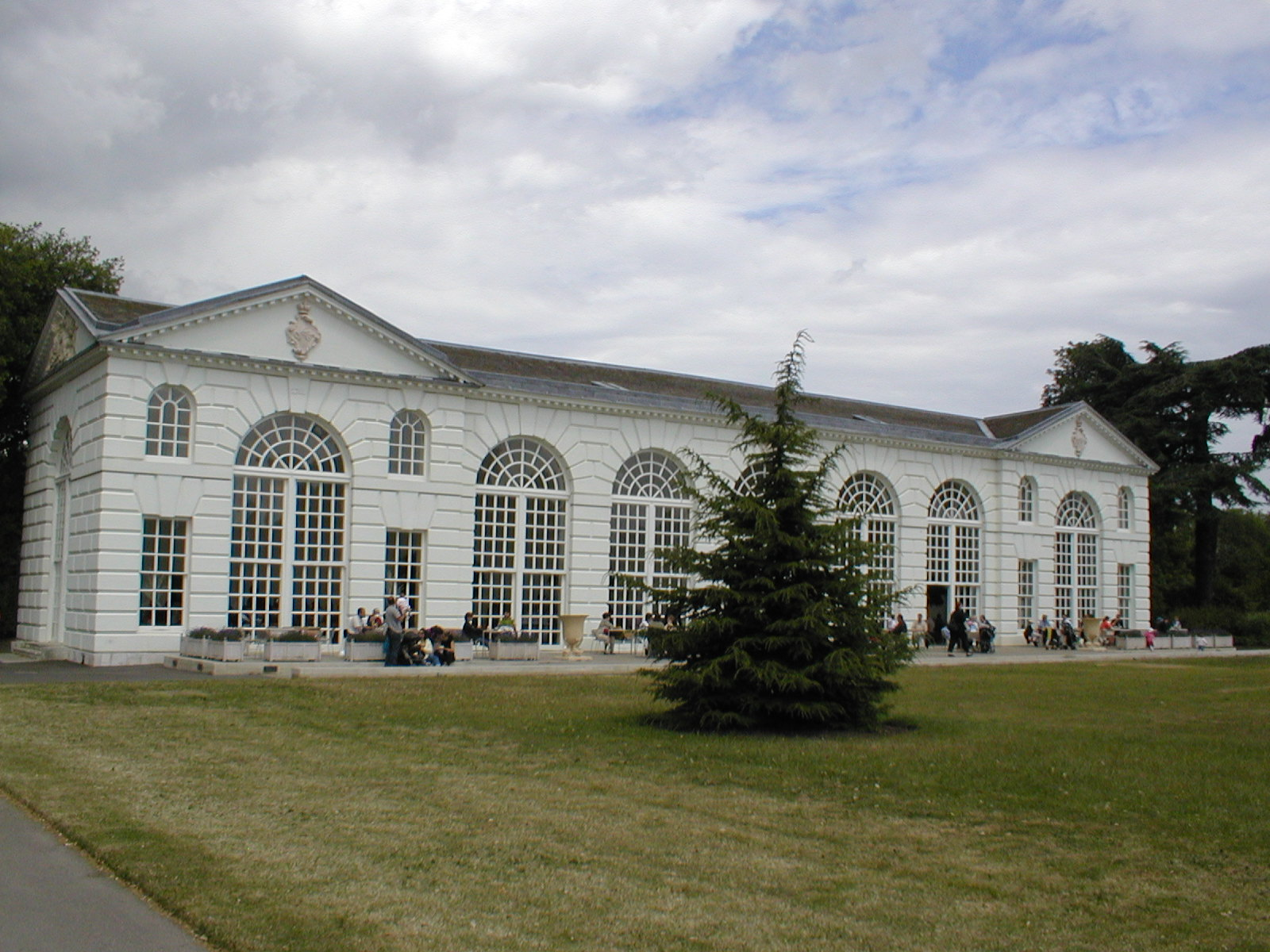
Kew Gardens
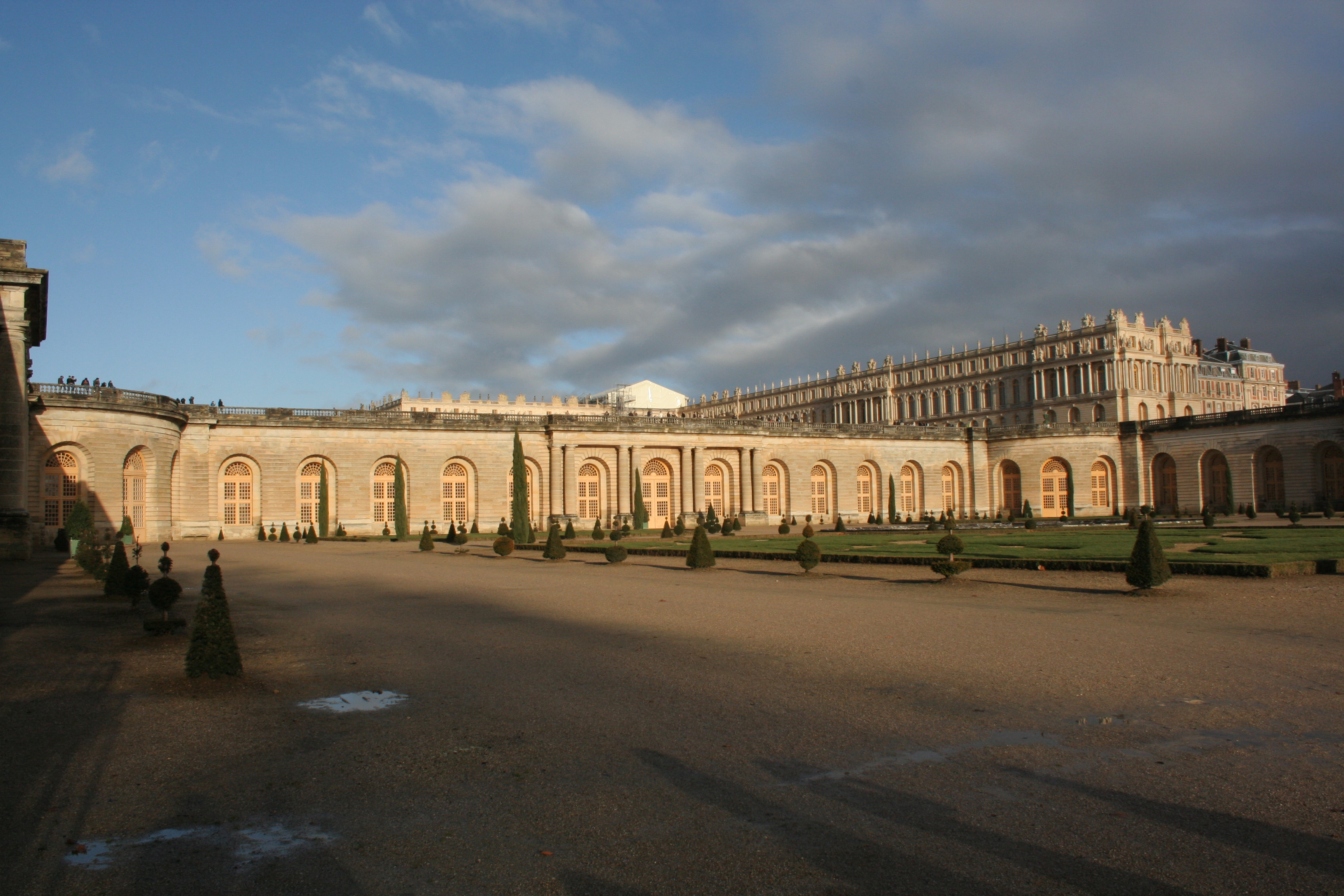
Orangeri vid Slottet i Versailles
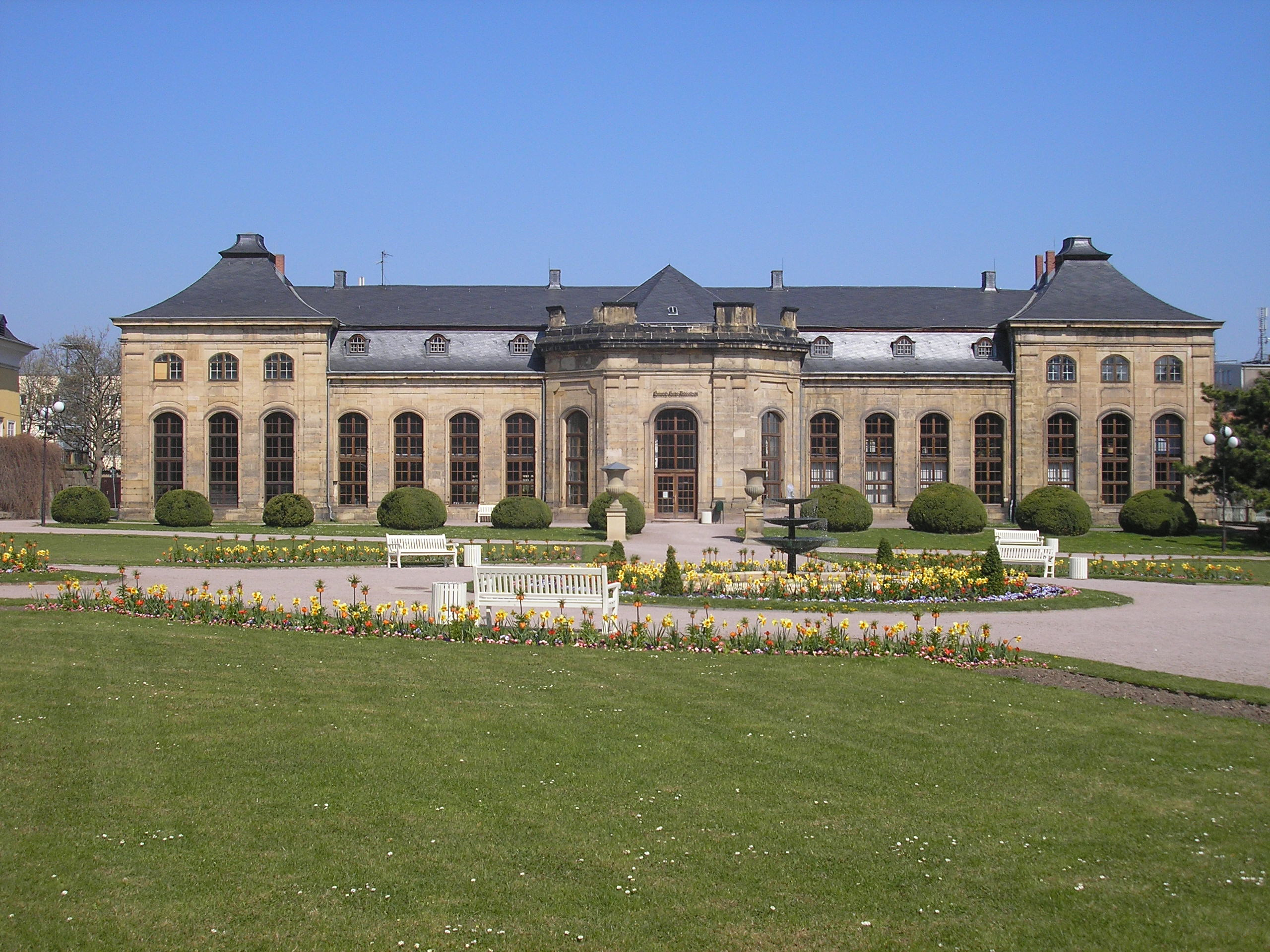
Orangeri Gotha, Thüringen
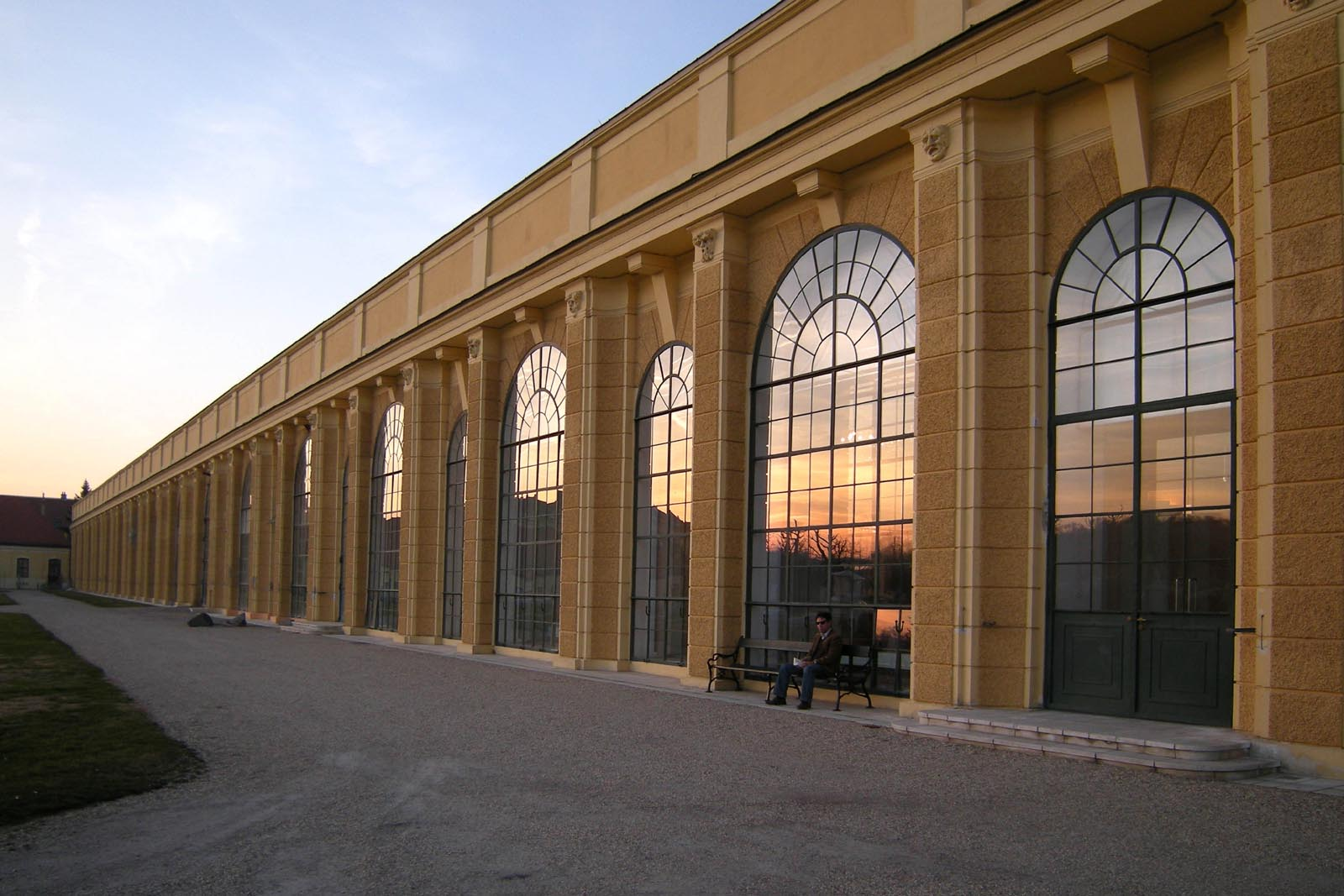
Schönbrunn, Wien